# Giovanni Taddeo Farini
Giovanni Taddeo Farini (n. 10 aprilie 1778 la Ruffi – d. 26 decembrie 1822) a fost un matematician italian.
În 1807 devine profesor de fizică la Universitatea din Padova.
Cea mai importantă lucrare a sa a fost: Théorie de tour à plusieurs cylindres ayant un seul axe, publicată în "Recueil de l'Académie des sciences de Padoue".
A mai publicat câteva memorii importante în Mémoires de la Société de Milan.
A deținut și funcția de atașat pe lângă Arsenalul Armatei din Veneția.